# Санитетска служба Војске Републике Српске
Санитетска служба Војске Републике Српске је била дио оружаних снага Републике Српскe која је вршила бригу за очување здравља, лијечење и оспособљавање за службу обољелих, озлијеђених и рањених припадника Војске Републике Српске. Формирана је 20. јуна 1992. Током Одбрамбено-отаџбинског рата поред припадника ВРС, Санитетска служба је вршила збрињавање и лијечење и цивилног становништва. Санитетска служба на територији под контролом ВРС примјењивала је принципе женевских конвенција према заробљеним и повријеђеним припадницима противничких војски (Санитетска служба ВРС је 1993. збрињавла цивиле хрватске националности и припаднике ХВО које су прогнале муслиманске војне формације из Средње Босне)

## Историјат
Крајем 20. вијека, у вријеме оружаних сукоба на територији бивше Југославије, упоредо са распадом државе, расформирали су се и војска и њен санитет. У таквим условима тешко се могла примијенити концепцијска доктрина здрав ствене заштите у рату. Основне елементе те доктрине користиле су све стране у сукобу. На српској страни, поред санитетске службе Војске Југославије, формиране су санитетске службе ВРС и Војске Републике Српске Крајине. Оне су, уз примјену концепције интегрисане здравствене заштите и јединствене ратномедицинске доктрине, постигле резултате на нивоу савремене медицинске науке.
Прва мобилизација јединица и војних установа у СФРЈ извршена је у 5. (бањалучком) корпусу ЈНА, због заштите припадника ЈНА и становништва Лике, Кордуна и Баније. Од 31. марта 1991. ("крвави Ускрс"), Санитетска служба 5. (бањалучког) корпуса учествовала је у санитетском обезбјеђењу на Плитвичким језерима, а од августа 1991. у западној Славонији. Од априла до септембра 1991. збринута су 73 припадника ЈНА, 2.781 цивил и 32 заробљена припадника паравојних формација на ратом захваћеним подручјима Лике, Баније, Кордуна и Западне Славоније. Основни проблем био је попуњавање јединица и установа санитетских служби здравственим кадром, због одласка љекара и другог медицинског особља хрватске и муслиманске националности. У организацији позадинског обезбјеђења, од септембра 1991. до априла 1992, углавном су учествовале јединице Бањалучког и Ужичког корпуса ЈНА. Било је тада довољно санитетских средстава, путева за евакуацију по дубини, без опасности од додатних страдања повријеђених и обољелих. Марта 1992. преузета су материјална средства за десет маневарских болница из савезних робних резерви у Бугојну. Санитетски батаљон Ужичког корпуса, са здравственом службом Источне Херцеговине, збрињавао је повријеђене и обољеле на херцеговачком ратишту. То је била једина санитетска јединица мобилисана у пуном саставу у Србији, током 1991-92, и упућена у СР БиХ, која се тада још налазила у СФРЈ. Батаљон је био стациониран у Невесињу, а 12 дана након почетка борби у залеђу Дубровника премјештен је у Билећу, гдје је формирана ратна болница са 60 кревета. Успостављена је сарадња са цивилном здравственом службом, што је побољшало здравствену заштиту становништва и припадника ЈНА. Рањеници су превожени санитетским возилима, а теже повријеђени и обољели евакуисани су хеликоптерима у војне болнице у Српском Сарајеву, Мељинама, на Војномедицинску академију у Београду и у КБЦ-у у Подгорици. У Билећи је лијечено и 96 заробљених припадника противничке војске. Након успостављања система санитетског збрињавања у Билећи је остала само ојачана хируршка екипа са санитетском станицом и 15 кревета у амбуланти.
Због погоршања ситуације у Мостару и Чапљини, поново је већи дио санитетског батаљона размјештен у Невесиње. Уз кадар и средства Дома здравља у Невесињу, формирана је ратна болница са 180 кревета. Уз повријеђене и обољеле припаднике Ужичког корпуса, у њој су лијечени и цивили Источне Херцеговине, као и заробљени припадници паравојних формација са противничке стране. Укупно је лијечено 4.346 цивила, уз истовремено хируршко збрињавање 59 цивила и стационарно лијечење 37 повријеђених и обољелих.
Санитетска служба 5. корпуса била је организована по тада важећој доктрини у рату. Први запажени резултати збрињавања повријеђених и обољелих, по систему етапног лијечења, постигнути су приликом ослобађања Купреса, 6. и 7. априла 1992. Збринута су 44 припадника ЈНА, 376 цивила и 73 заробљеника, припадника противничке стране. Током 1991. и до 19. маја 1992, када се ЈНА повукла из БиХ, Санитетска служба 5. корпуса збрињавала је цивилно становништво Лике, Баније, Кордуна и Западне Славоније и помогла је приликом организовања Санитетске службе Војске Републике Српске Крајине. Након повлачења ЈНА, ове задатке обављала је Санитетска служба 1. крајишког корпуса, у сарадњи са здравственом структуром западнокрајишких општина и санитетским јединицама 2. Крајишког корпуса. У том периоду, уз 1. санитетски батаљон, носилац здравствене заштите становништва били су Клиничко болнички центар, Војно медицински центар и Дом здравља у Бањој Луци, те болнице у Приједору и Градишци. До 19. маја 1992. ове установе збринуле су 4.763 војника и цивила Републике Српске Крајине.
Послије повлачења јединица ЈНА из БиХ формирана је ВРС, а 20. јуна 1992. и Санитетска служба ВРС. У бригадама су формирани санитетски водови са три љекара и медицинским техничарима и болничарима. На овом нивоу Санитетска служба ВРС формирала је санитетску станицу бригаде - пука, у којој је пружана општа медицинска помоћ. Да би се повријеђеном пружила ургентна помоћ, формиране су маневарске хируршке екипе. Од почетка рада Санитетске службе ВРС примјењивао се принцип етапног збрињавања повријеђених и обољелих. Специјалистичко санитетско обезбјеђење вршено је преко болнице Главног штаба ВРС, ВМЦ-а у Бањој Луци, Завода за превентивно-медицинску заштиту и санитетских батаљона. Посљедња етапа у збрињавању били су ВМА, Клинички центар Србије и здравствене установе у СРЈ. У априлу 1992. прекинута је веза између источног и западног дијела Републике Српске што је отежало здравствено и санитетско збрињавање становништва и припадника ВРС. У операцију "Коридор" санитетска служба 1. и 2. крајишког корпуса ВРС и Војске Републике Српске Крајине ушле су организоване и обучене, са једногодишњим искуством, попуњене кадром из цивилних здравствених установа. Носилац збрињавања био је 1. санитетски батаљон у Бањој Луци, са ослонцем на ВМЦ и КБЦ у Бањој Луци и Општу болницу у Добоју. Истурене су и хируршке екипе у Прњавору и Модричи. Људством и материјалом ојачана је Општа болница у Добоју, а у резерви је задржана хируршка екипа спремна да ојача болницу у Брчком након пробијања коридора. Ојачане су и хируршке екипе у Петровцу, Гламочу, Шипову, Новом Граду, Србобрану, Купресу, Теслићу, Српској Костајници, Јајцу, Корчаници, Кнежеву, Санском Мосту и Петрову, а пружена је помоћ и домовима здравља у Окучанима, Војнићу, Двору на Уни, Глини, Петрињи, Бенковцу, ратној болници "Бучје" на Псуњу и Медицинском центру у Книну. Овим су скраћени путеви евакуације повријеђених, при чему су коришћени и хеликоптери. У егзодусу становништва из Западне Славоније (1. и 2. мај 1995), Баније, Лике и Кордуна (август 1995), помоћ избјеглицама пружила је интегрисана санитетска и здравствена служба на просторима западне Крајине. Бања Лука је постала сабирни центар протјераних, болесних и повријеђених становника Републике Српске Крајине. Током три мјесеца збринуто је око 12.500 пацијената и пружено 123.535 здравствених услуга.
Носилац здравствене заштите, а дијелом и санитетског збрињавања на подручју Посавине и дијела Семберије, била је Општа болница у Брчком. Од почетка маја до краја октобра 1992. у њој је збринуто 2.678 повријеђених, од којих су стационарно лијечена 1.384 припадника ВРС и 74 припадника противничке стране. Санитетска служба Источнобосанског корпуса, попуњена стручним кадром и материјалним средствима, у коначном збрињавању често је била ослоњена на здравствене капацитете Републике Србије. Повријеђени и обољели збрињавани су у болницама у Брчком, Бијељини, Зворнику и Милићима. Од априла 1992. до краја новембра 1995. у Милићима и на Хируршком одјељењу Медицинског центра у Зворнику, стационарно је збринуто 2.386, а у болници у Бијељини 3.257 припадника ВРС. Већи број теже повријеђених збринут је у Србији, нарочито на ВМА. Наређењем команданта Главног штаба ВРС од 1. јуна 1992, почела је организација Санитетске службе Херцеговачког корпуса. Проблеме су представљали недостатак кадра и санитетских средстава, територијална неповезаност са осталим дијеловима Републике Српске (до 12. јула 1993), лоша путна мрежа, дезинтегрисан систем управљања и руковођења здравственом службом, развученост и међусобна удаљеност јединица, као и удаљеност јединица од здравствених установа. у оваквим околностима важна је била стручна и материјална помоћ здравствених и санитетских установа из СРЈ. У Требињу и Невесињу биле су размјештене 1. и 2. хируршка чета 7. санитетског батаљона, који је био формиран по суженој формацији. Збрињавале су повријеђене и обољеле са мостарско-невесињског, чапљинско-столачког и дубровачко-требињског ратишта. Теже повријеђени пацијенти упућивани су у здравствене установе у СРЈ (ВМА, Клинички центар Србије, болнице у Рисну, Мељинама, Подгорици, Никшићу, Ужицу, Пљевљима). За јединице тактичке групе "Дрина" формирана је санитетска чета у Србињу (Фочи), која је истовремено збрињавала повријеђене и обољеле припаднике ВРС и становништво из Калиновика и Чајнича. Приликом спасавања рањеника из тунела Бродар, погинуле су докторка Стојана Јајовић и медицинска сестра Љубица Кастратовић из Рудог. У Српском Сарајеву формиран је Клинички центар у који је ушла и 2. хируршка чета 4. санитетског батаљона, која је основала ратну болницу "Жица", 2 км од противничких положаја. Од маја 1992. до краја 1995. у њој је збринуто 7.500 повријеђених и обољелих и извршено 2.200 операција. Објекти болнице "Касиндо", у којима су претходно лијечени плућни болесници, прилагођен и су за функцију опште болнице. Болница Главног штаба у Сокоцу збрињавала је припаднике ВРС и цивилно становништво Сарајевско-романијске регије. У бившем планинарском хотелу, 20 км од Сарајева, 1. хируршка чета 4. санитетског батаљона формирала је болницу "Коран", капацитета 80- 100 кревета.
Током рата 1992-1995. у санитетском обезбјеђењу ВРС учествовало је 1.437 љекара, 2.387 медицинских техничара/сестара и 2.687 болничара. Значајну помоћ пружи ли су љекари из СРЈ (134), Русије (23), са Кипра (14) и из Грчке (4). У рату је живот изгубило седам љекара, 13 медицинских техничара и 41 болничар, а рањено је седам љекара, 36 медицинских техничара/сестара и 69 болничара.
Од 5. до 7. новембра 1992, у организацији Санитетске службе 1. крајишког корпуса, КБЦ-а и Дома здравља у Бањој Луци, одржан је конгрес о функционисању здравствене и санитетске службе у условима рата 1991- 1992. Конгресу је присуствовало око 520 љекара из ВРС, ВЈ, Војске Републике Српске Крајине. Семинар из ургентне токсикологије одржан је јуна 1993. у Бањој Луци. Савјетовања санитетске и здравствене службе одржана су и у Брчком 1993, на Јахорини априла 1994. и у Требињу јуна 1994. године. Санитетска служба ВРС, Клинички центар, и Медицински факултет у Бањој Луци, у сарадњи са Санитетском службом Војске Југославије, организовали су, априла 1996, Други конгрес ратне медицине са међународним учешћем, на којем је присуствовало око 700 љекара из РС, СРЈ, Њемачке, Чешке, Пољске, Маурицијуса, Француске и Литваније. У око 450 радова анализирана су искуства из рата 1992-1995. Трећи конгрес ратне медицине са међународним учешћем (ратне и поратне посљедице) организовале су 2001. научне институције Републике Српске, Медицински факултет, Клинички центар и Дом здравља у Бањој Луци, ВМА, Санитетска служба ВРС, Црвени крст Републике Српске и Црвени крст Србије. У око 350 радова обрађени су проблеми посттрауматског стресног поремећаја, посљедице употребе осиромашеног уранијума у Републике Српске и СРЈ од стране НАТО-а, ефекти хируршког збрињавања, пораст интерних и инфекцијских обољења и достигнућа у рехабилитацији жртава рата.